# Gorenja vas-Reteče
Gorenja vas-Reteče – wieś w Słowenii, w gminie Škofja Loka. W 2018 roku liczyła 381 mieszkańców.